# 1948年の日本の女性史
本項目1948年の日本の女性史（1948ねんのにほんのじょせいし）では、1948年（昭和23年）の日本における女性に関するできごとを時系列的に挙げる。参考文献は日本の女性史年表を参照のこと。
本項目は歴史研究としての女性史ではなく、日本における女性に関するできごとをある体系に基づいて述べようとするものではない。

## 1～2月
- 1月1日 家事審判所（家庭裁判所の前身）、全国277ヵ所に開設、民法改正に伴い家庭に関する事件を解決するため。
- 1月4日 最初の戦争花嫁90人渡米、アメリカ軍の軍人・軍属等と国際結婚して海外移住した日本女性たち。
- 1月8日 和田嘉子ら婦人弁護士、「婦人法律普及会」結成、各所で法律説明会を開催。
- 1月15日 GHQ労働課、労働組合婦人部の自主的傾向不可と発表。多くの労働組合の婦人部活動が停止。

GHQ労働課のスタンダー、労働組合婦人部について声明を発表。婦人部の機能は婦人労働者に対する特殊サービス（組合参加のための教育など）を行うことに過ぎず、婦人部が自主性をもつかのような現状は再検討が必要。婦人部の自主性は組合内の統一という基本原理を破壊する。婦人部は将来廃止されるべきである、と婦人部組織の解体を示唆。1949年3月11日 GHQ労働課スミス「労働組合内の男女別意識を捨てよ」と再度強調。労働省も「青年部・婦人部が組合とは別の独自の規約をもち、二重投票権をもつようなものは設けないこと」と通達し積極的に指導。これに対抗して、8月7日 日教組婦人部、「婦人部組織の強化」を訴え。12月15-16日 国鉄労働組合婦人部大会、婦人部廃止反対を決議。1949年6月末労働組合数の約30％に婦人部が残ったが、それ以外の労働組合の婦人部は解消して活動を停止し、その多くは懇談会形式のものとなっていった。
- 1月15日 もらい児の乳児を多数餓死させた寿産院女院長（東京牛込産婆会長）逮捕、養育費・配給品を着服。
- 1月17日 榊原千代、初の婦人政務次官（司法）に。この年、赤松常子厚生政務次官、近藤鶴代外務政務次官就任。
- 1月- 大阪主婦の会結成、闇物資不買運動など。
- 1月-2月 東京都教職員組合（都教組）婦人部、教員の男女同一賃金獲得。以後1952年までに他の42府県でも教員の男女同一賃金を獲得した。
- 2月1日 沢田美喜、混血孤児の救済施設エリザベス・サンダースホームを設立。
- 2月20日 東京都、都内の家庭に鍋とやかんを希望配給。
- 2月- 「婦人の日」論争。

「国民の祝日に関する法律」制定に伴う「婦人の日」設定について、新日本婦人同盟・民主婦人協会・YMCA・日本労働組合総同盟婦人部他13団体は、日本の婦人が最初の一票を行使した4月10日を「婦人の日」にと申し合わせ。一方、日本共産党婦人部、全日本産業別労働組合会議（産別会議）婦人部、婦人民主クラブなどは世界的な国際婦人デーである3月8日を主張、それぞれが運動を進め、一方は、4月10日に「婦人の日大会」を開き、他方は、3月8日の国際婦人デーで同日を「婦人の日」にという決議を出して政府に働きかけた。結局、議会で「婦人の日」設定が見送られてこの論争は終止符が打たれたが、この運動で生じた2つの婦人運動グループの対立は夏の平和大会で表面化した。
- 2月- 日本赤十字女子専門学校、生徒自殺未遂事件をきっかけに民主化闘争おこる。3月3日 医局員・看護婦・在学生11人の退職・退学処分。

## 3～4月
- 3月3日 繊維婦人労働者大会、繊維産業労働組合同盟（全繊同盟）主催、5000人参加。
- 3月8日 第2回国際婦人デー中央大会に5000人以上、日比谷音楽堂で。

議長・羽仁説子で、国鉄労働組合、私鉄総連、東京都教職員組合（都教組）や共産党、社会党などの各婦人部が参加。中国婦女連盟、朝鮮婦女同盟、ソビエト連邦婦人代表ら来賓出席。スローガン「労働基準法の完全実施・安心して食べられる配給を・世界永遠の平和確立・6・3制完全実施・電力罰金絶対反対・乳幼児に保育設備完備・労働組合関係法規改悪反対」など。緊急動議「3月8日を日本婦人の祝祭日にしよう・日本赤十字女子専門学校の軍国的封建制に抗議運動をおこそう・紡績産業の賃上闘争にメッセージをおくり強力な応援をしよう・結婚資金を共同闘争しよう・交通地獄を緩和するため車輌よこせ・窓ガラスをいれよ・山手線に婦人専用車をつくれ・国鉄の復興闘争と一緒に要求しよう・民生委員の民主的選出｣など、政府及び議会に要求。
- 3月25日 東洋の"マタ・ハリ"川島芳子、スパイ容疑で北京で死刑に。
- 3月25日 文部省、新制女子大学認可。
- 4月5日 東京・銀座のキャバレー「美松」で日本人による初のファッションショー。
- 4月10日 初の「婦人の日」大会、共立講堂で講演と映画の会。

参加諸団体は、国民協同党婦人部・新日本婦人同盟・日本キリスト教婦人矯風会・日教組婦人部・日本協同組合婦人部・日本社会党婦人部・民主自由党婦人部・民主党婦人部・日本労働組合会議婦人部・民主婦人協会・日本労働組合総同盟婦人部等。
- 4月19日 日本民主婦人協議会（民婦協)結成。

1946年12月15日 婦人労働者が強制検診を受けたことを契機として結成された「女性を守る会」が発展的に解消して設立された。参加は全日本産業別労働組合会議（産別会議）傘下の労働組合婦人部を中心に、婦人民主クラブ等30数団体。
- 4月 京都の主婦、出征後未復員の夫を相手に離婚訴訟、復員を待ちきれず再婚へ。

## 5～7月
- 5月5日 鎌倉市主催集団お見合い大会、鶴岡八幡宮境内に約100人参加。
- 5月12日 厚生省、母子健康手帳（母子手帳）の配布を開始。
- 5月19日 新日本婦人連盟の提唱で、8.15平和確立婦人大会準備会結成、各政党・労働組合婦人部、各種婦人団体23団体参加。
- 5月22日 日本女子大学、学生新聞発行禁止、東宝争議のルポを掲載したのが理由。
- 5月28日 東京都婦人団体大会、軍政部・東京都の主催。
- 6月18日 勝間田農業協同組合（静岡県）婦人部発足、農村婦人の組織化始まる。
- 7月10日 風俗営業取締法公布

この年は好色本の氾濫や、「全スト（全裸のストリップ）」という言葉も流行するほど世間が猥雑な雰囲気となり、風俗営業への規制が求められた。
- 7月13日 優生保護法公布、人工妊娠中絶の条件を緩和。

未曾有の人口増加に対して立法。不妊手術・人工妊娠中絶・優生保護相談所について定めたもので、1949年と1952年に大幅改正、1996年母体保護法になる。人工妊娠中絶の合法化により1950年代の出生率は急落、1955年に妊娠中絶件数は最大に。
- 7月15日 性病予防法公布、結婚に際し健康診断書を取り交わすこと、妊娠した際の母体の血液検査などを規定。
- 7月20日 「平和確立婦人大会準備会」分裂

「8・15平和を守る婦人集会」開催を目指して23団体によって準備会がもたれたが、日本民主婦人協議会（民婦協）提出5項目の中の「植民地化反対、民族独立」「戦争準備反対」などが反対され、議長選出の対立でついに分裂、結局2つの平和大会開催となった。
- 7月27-28日 軍政部指導で「婦人指導者講習会」

関東軍政部が指導して、各府県軍政部協力で関東各県から代表者を招集して開催。埼玉師範学校を会場に、1教室を1団体に仮定し、会議のすすめ方・民主的な会の運営等を実習させた。11月にはこの講習を更に東京都下婦人団体にひろげるため、社会教育課主催で大会を開催。各県でも軍政部の援助で婦人会の指導や結成がすすめられ、この動きの中で、地域婦人会がつくられていった。

## 8～9月
- 8月13-14日 全国青年婦人代表者会議、明治大学講堂で。労働組合青年婦人部や日本農民組合（日農）青年部、婦人民主クラブなど38団体の代表者約1500人参加。「青年婦人の要求を統一して共同の行動を通じ青年婦人戦線の統一が必要」と呼びかけ。
- 8月14日 平和確立婦人大会、東京家政学院で。

新日本婦人同盟、YWCA、母子懇話会、日本社会党、民主自由党が中心。議長神近市子、副議長上代たの、司会者藤田たき。スローガン「世界の平和は心の平和から」など。
- 8月15日 平和確立婦人大会、日比谷小音楽堂で。

労働組合、婦人民主クラブ、日本共産党など約3500名参加。議長広江ハル子（全日本郵政労働組合）副議長櫛田フキ（婦人民主クラブ）。望み・祈るだけでは平和は実現しない、働く者が楽しく働くことが出來るような社会を築いてこそ平和が実現、と議長挨拶。スローガン「戦争防止、世界の平和を確立」など。
- 8月16日 大阪で約50の婦人団体が肉類の値下げ運動。

大阪「主婦の会｣がヤミ値下げ運動として肉類不買ストライキを行い、不買同盟等を作った。
- 8月- 東京都で主婦たち、主食特別配給を求めて交渉。

8月24日 葛飾区で主婦たち15,000人が区内14ヵ所の配給所へ押しかけ、2,000名の代表は区役所で区長と交渉、1人300gの米と乾パンを獲得。
9月6日 再び葛飾区で500名が出張所に押しかけ、交渉の末、ついに区内55,000の全世帯に特別配給を獲得。
9月11日 足立区で主婦たちが遅配米の配給を要求し、9月12日 400世帯に5日分を獲得。
渋谷区では、救援米要求の主婦たち60名に対して区長は武装警官を差し向けて退去させた。
この年、激しい物価の値上り。公務員の給与1月1,800円が12月6,370円になるほど激しいインフレ。
- 8月- 読売新聞に『家庭と婦人』欄復活
- 9月8日 静岡県清水郵便局の交換手120名、労働強化を訴え、休憩時間等を要求してサボタージュ闘争。これに対して武装讐官400名が差し向けられ、交換手17名が検束された。
- 9月3日 不良マッチ退治主婦大会、日本協同組合同盟・新日本婦人同盟・民主婦人協会・東京地域婦人団体連合会・YMCA・新生活婦人協会等20以上の団体、ほかに当日ビラを見て一般の主婦も多く参加。配給された燃えない粗悪なマッチを持ち寄り、役所に抗議して良質のマッチと取替えさせた。
- 9月15日 主婦連結成、会長奥むめお、しゃもじとエプロンがシンボル。

9月3日の不良マッチ退治主婦大会を契機に結成された。
- 9月- 京都女子専門学校（現・京都女子大学）で教育復興学生大会に参加した学生11人全員に始末書提出を要求、拒否した2人に退学勧告。
- 9月- 天照皇大神宮教（踊る宗教）の北村サヨら、東京数寄屋橋で踊る。

## 10～12月
- 10月5日 初の教育委員選挙（都道府県5大市）、女性38名当選。
- 11月3日 画家の上村松園、女性初の文化勲章受章。
- 11月24日 東京中央電話局（組合員2000人中女子1600人）女子組合員、超過勤務手当など要求で局長室に押しかけ2日間座り込み、警官が導入され、組合幹部が検挙された。
- 11月- 「老いらくの恋」歌人川田順（68歳）、弟子で人妻鈴鹿俊子（40歳）と恋愛の末、家出・同棲、結婚へ。
- 12月1日 「全国主婦総決起週間」開始、主婦連呼びかけ。12月10日 主婦決起大会。以後、運賃・電気料・銭湯入浴料など種々の値上げ反対運動、10円牛乳問題、新生活運動などに取り組む。
- 12月6日 警視庁、婦人刑務官24人を初採用。
- 12月13日 泉山三六大蔵大臣、開会中の国会内で泥酔、廊下で山下春江議員に抱きついてキスを迫り、山下議員が抵抗すると顎に噛み付くなどの不祥事。12月14日 大臣と議員を辞職。

山下議員もかねてから酒豪の評判があったことが災いし、「一緒にはしゃいでいた」とのデマが流布、翌年の総選挙で落選したが、1952年総選挙でカムバックした。

## この年
- 正月、盛り場に晴れ着・日本髪姿が氾濫。
- 北関東・東北地方の人身売買問題化
- 雑誌『美しい暮しの手帖』（現・『暮しの手帖』）創刊